# 레이철 탤럴레이
레이철 탤럴레이(영어: Rachel Talalay, 1958년 7월 16일 ~ )는 미국의 영화 감독, 프로듀서이다. 영국계 미국인 가정에서 태어나 영국과 미국을 오가며 활동하였다. 예일 대학교를 졸업한 뒤 80-90년대에 《나이트메어 6: 프레디 죽다》(1991), 《탱크 걸》(1995) 등 컬트 영화를 제작하였다. 2000년대 이후로는 TV에서 일하며 《닥터 후》의 8-9시즌 피날레 에피소드를 연출하였다.

## 출연작 목록

### 영화
| 연도 | 제목                                 | 원제                                          | 역할 | 역할 | 역할 | 비고 |
| 연도 | 제목                                 | 원제                                          | 감독 | 제작 | 각본 | 비고 |
| ---- | ------------------------------------ | --------------------------------------------- | ---- | ---- | ---- | ---- |
| 2020 | 베이비시터를 위한 몬스터 사냥 가이드 | A Babysitter's Guide to Monster Hunting       | 예   |      |      |      |
| 1988 | 헤어스프레이                         | Hairspray                                     |      | 예   |      |      |
| 1988 | 나이트메어 4: 꿈의 지배자            | A Nightmare on Elm Street 4: The Dream Master |      | 예   |      |      |
| 1990 | 사랑의 눈물                          | Cry-Baby                                      |      | 예   |      |      |
| 1991 | 나이트메어 6: 프레디 죽다            | Freddy's Dead: The Final Nightmare            | 예   |      | 예   |      |
| 1993 | 핵커즈                               | Ghost in the Machine                          | 예   |      |      |      |
| 1995 | 탱크 걸                              | Tank Girl                                     | 예   |      |      |      |
| 1997 | 바로워즈                             | The Borrowers                                 |      | 예   |      |      |

### 텔레비전 드라마
- 닥터 후